# Viennetta

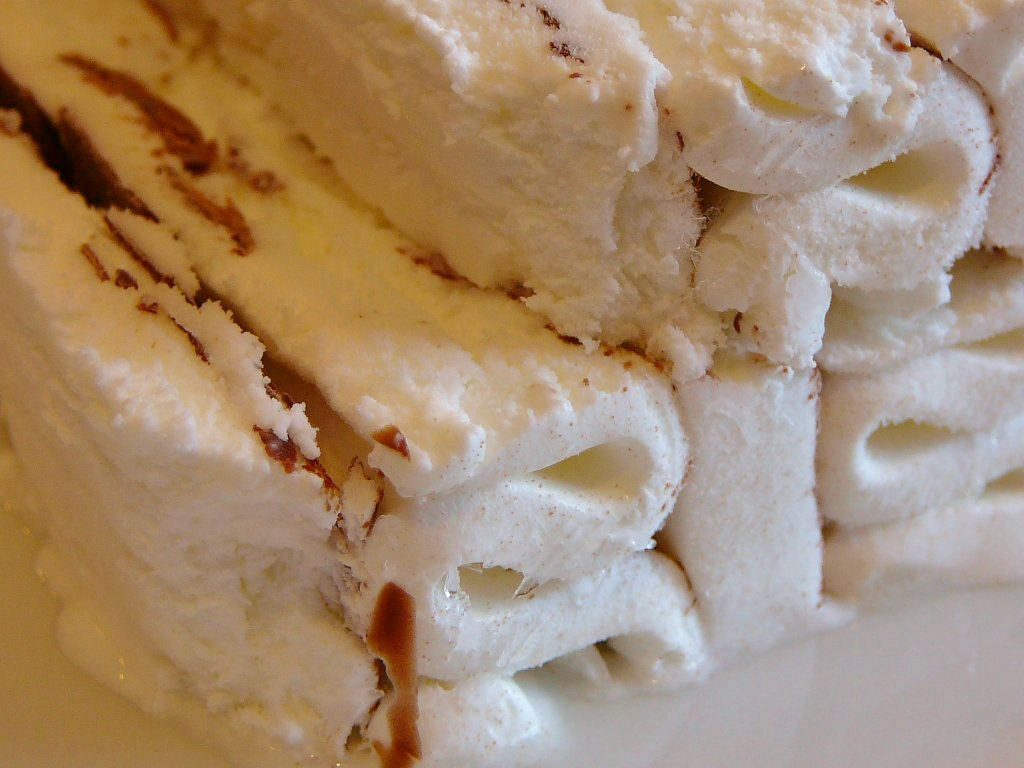
Een close-up van een Viennetta

Viennetta is een ijsproduct van de Unileverfabrieken en wordt verkocht onder het merk Ola in verschillende landen. Het werd voor het eerst gelanceerd door Wall's in 1982 met behulp van een techniek bedacht door Kevin Hillman, manager bij Wall's in Gloucester. Viennetta komt in vele smaken, waaronder chocolade, munt en ananas.
De oorspronkelijke Viennetta was een multi-gelaagd product bestaande uit lagen van vanilleijs met gespoten chocoladelagen. De lagen roomijs worden na elkaar gedrapeerd op trays, die op een bewegende band staan. De snelheid van het spuiten is groter dan de snelheid van de band die een ophoping van het ijs veroorzaakt; elke laag wordt met een andere snelheid op het product gespoten. Het uiteindelijke effect is vergelijkbaar met een reeks golven. Dit visuele aspect geeft het product een aantrekkingskracht in combinatie met de contrasten van het gladde ijs bedekt met de harde chocola.
Het product is zo succesvol omdat Unilever vele smaken en varianten heeft geproduceerd. Dit heeft geleid tot een wereldwijd miljoenenmerk. De Viennetta was eerder bekend als Comtessa in Spanje in de jaren 1990.